# Mohamed Zaouche
Mohamed Zaouche est un footballeur algérien né le 21 janvier 1983 à Chlef. Il évoluait au poste de milieu offensif.

## Biographie
Mohamed Zaouche évolue pendant 11 saisons en Division 1 avec l'équipe de l'ASO Chlef, entre 2004 et 2015. Il joue avec cette équipe plus de 200 matchs en première division.
Il remporte avec cette équipe le titre de champion d'Algérie en 2011, et se classe deuxième du championnat en 2008.
Il participe également régulièrement aux compétitions continentales africaines, disputant 13 matchs en Ligue des champions d'Afrique, et 10 en Coupe de la confédération.

## Palmarès
- Champion d'Algérie en 2011 avec l'ASO Chlef.
- Vice-champion d'Algérie en 2008 avec l'ASO Chlef.
- Vainqueur de la coupe d'Algérie en 2005 avec l'ASO Chlef.